# National Basketball Players Association
A National Basketball Players Association (NBPA) egy amerikai szakszervezet a National Basketball Association (NBA) játékosainak. 1954-ben alapították, amellyel a négy nagy amerikai sportliga legrégebbi szakszervezete. Ennek ellenére, az NBA csapatok tulajdonosai csak tíz évvel később fogadták el azt. Irodái a Park and Tilford Buildingben találhatóak, New Yorkban. A 2011-es NBA-szezon felfüggesztése idején átmenetileg feloszlott, mint szakszervezet.

## Fontosabb események
- 1964-es All Star-gála sztrájk: 1964-ben a játékosok szabotálták az All Star-gálát, hogy a csapatok tulajdonosai figyelembe vegyék az NBPA követeléseit. Huszonkét percig voltak bezárva egy öltözőbe, mielőtt Walter Kennedy elfogadta a kéréseiket és az All Star-gála a tervek szerint folytatódott.[2]
- Fizetési sapka: 1983-ban a játékosok és a liga megegyezett a fizetési sapkában, amely az egyik első volt a sportok történetében.[3]
- 1998–99-es felfüggesztés: a szezon előtt a játékosok és a liga nem tudtak megegyezni egy új CBA-ben (Collective Bargaining Agreement), ezért a szezon csak februárban kezdődött, 50 meccsre rövidítve.
- 2011-es felfüggesztés: A CBA lejárta után a liga azonnal felfüggesztette a játékosokat,[4] amelyet azok illegális bojkottnak neveztek.[5][6] Az NBPA átmenetileg feloszlott szakszervezetként és kereskedelmi szervezet lett, hogy a játékosokat képviselhessék ügyvédek. Szakszervezetként 2011 decemberében alakult újra az NBPA, 300 játékos támogatásával.[7]
- NBA-buborék: miután felfüggesztették az NBA-szezont a Covid19-pandémia miatt, júniusban az NBPA megegyezett az NBA-vel a liga újraindításában.[8]

## Vezetőség

### Igazgatók
- Larry Fleisher (1970–1988)
- Charles Grantham (1988–1995)
- Simon Gourdine (1995–1996)
- Alex English (1996, átmeneti)
- Billy Hunter (1996–2013)
- Michele Roberts (2014–napjainkig)[9][10]

### Elnökök
- Bob Cousy (1954–1958)
- Tom Heinsohn (1958–1965)
- Oscar Robertson (1965–1974)
- Paul Silas (1974–1980)
- Bob Lanier (1980–1985)
- Junior Bridgeman (1985 – 1988 februárja)
- Alex English (1988 februárja – 1988. október 5.)
- Isiah Thomas (1988. október 5. – 1994. február 13.)
- Buck Williams (1994. február 13. – 1997. szeptember 15.)
- Patrick Ewing (1997. szeptember 15. – 2001. július 10.)
- Michael Curry (2001. július 10. – 2005. június 28.)
- Antonio Davis (2005. június 28. – 2006. november 19.)
- Derek Fisher (2006. november 19. – 2013. augusztus 21.)[11]
- Chris Paul (2013. augusztus 21. – 2021. augusztus 7.)[12][13]
- CJ McCollum (2021. augusztus 7. – napjainkig)[14]

### Alelnökök
- Roger Mason Jr. (2013. augusztus 21. – 2017. június 23.)[12]
- Steve Blake (2013. augusztus 21. – 2017. június 23.)[12]
- Kyle Korver (2016. február 12. – 2017. június 23.)[15]
- Carmelo Anthony (2017. június 23. – 2019. február 18.)[13]
- Stephen Curry (2017. június 23. – 2019. február 18.)[13]
- Pau Gasol (2017. június 23. – 2020. február 17.)[13]
- LeBron James (2017. június 23. – 2020. február 2.)[13]
- Andre Iguodala (2017. június 23. – napjainkig)[13]
- Garrett Temple (2017. június 23. – napjainkig)[13]
- Bismack Biyombo (2019. február 18. – napjainkig)[16]
- Jaylen Brown (2019. február 18. – napjainkig)[16]
- Malcolm Brogdon (2019. február 18. – napjainkig)[16]
- CJ McCollum (2018. február 18. – 2021. augusztus 7.)[16]
- Kyrie Irving (2020. február 17. – napjainkig)[17]

## Díjak
Az NBPA díjakra, az NBA díjakkal ellentétben a játékosok szavaznak.
- Legértékesebb játékos
- Legjobb újonc
- Az év embere
- Legjobb védő
- Global Impact Player
- Legnehezebb védeni
- Clutch Performer
- Edző, aki alatt szeretnél játszani
- Legjobb hazai pálya előny
- Játékos, akiről titokban azt kívánod, bárcsak a csapatodban játszana
- Legbefolyásosabb veterán